# Theatro Cinema Guarany
O Theatro Cinema Guarany é um cineteatro localizado na cidade de Triunfo, no interior do estado brasileiro de Pernambuco.

## História
O Theatro Cinema Guarany foi inaugurado no ano de 1922. Edificação de grande porte, se destaca no conjunto urbano da cidade, constituindo uma das principais atrações turísticas do sertão pernambucano.